# Haus Holtz (Mühlbach)

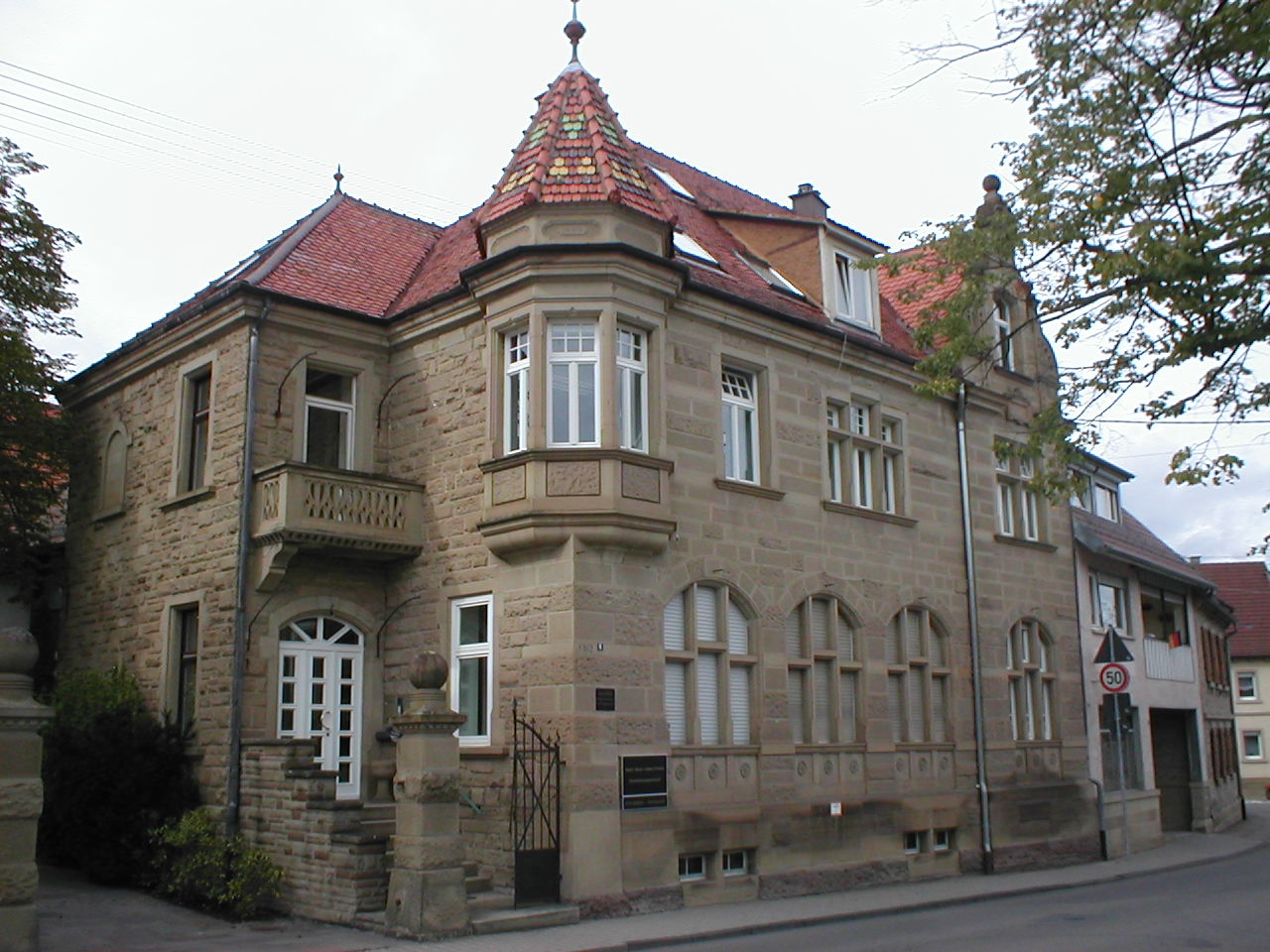
Haus Holtz in Mühlbach

Haus Holtz in Mühlbach, einem Stadtteil von Eppingen im Landkreis Heilbronn im nördlichen Baden-Württemberg wurde 1905/06 errichtet. Der villenartige Bau steht als Kulturdenkmal unter Denkmalschutz.

## Beschreibung
Das Haus Holtz in der Hauptstraße 6 wurde 1905/06 errichtet, als die Sandsteinbrüche in Mühlbach ihre erste Blüte erlebten. Ein großer Teil der männlichen Einwohner des Ortes fand dort Arbeit, und besonders um die Jahrhundertwende entstanden in Mühlbach zahlreiche repräsentative Steinhäuser, die weit über die ansonsten übliche dörfliche Bebauung hinausragen. Das größte dieser Gebäude ist das 1903 erbaute Rathaus, das sich schräg gegenüber auf der anderen Seite der Hauptstraße befindet.
Das Haus Holtz ist ein zweigeschossiger massiver, unterkellerter Sandsteinbau, bedeckt von einem Walmdach. Aus der linken Gebäudeseite ragt der Treppenhausvorbau mit dem Portal im Erdgeschoss und mit einem darüberliegenden Balkon im ersten Geschoss risalitartig hervor. Die Frontseite des Gebäudes zur Straße hin schließt links mit einem Eckerker, rechts an der Südostecke mit einem Zwerchhaus ab. Nach hinten ist ein Nebengebäude angebaut.
Die Schmalseiten des Gebäudes sind mit bossiertem Mauerwerk errichtet, die Breitseite zur Straße mit glatterem, aber dennoch unterschiedlich gearbeiteten Mauerwerk. Der Sockel ist aus rötlichem geprellten Mühlbacher Sandstein gemauert, das aus gelbem Sandstein gewonnene Mauerwerk darüber ist grob oder fein gespitzt, bossiert, geprellt oder scharriert. Die Fenster im Erdgeschoss zur Straßenseite hin sind dreigeteilt und haben einen Segmentbogensturz. Die Fenster des Obergeschosses sind größtenteils rechteckig, wobei zur Straße hin auch eine gestaffelte Dreiergruppe auszumachen ist, deren Staffelung durch die vertikale Unterteilung der Fenster im Erdgeschoss aufgenommen wird. Alle Fenstergewände weisen Scharrierung auf. Die Brüstungsfelder der Erdgeschossfenster sind mit Schmuckrosetten verziert, die Brüstungen der Erkerfenster sind als erhabene Rechteckplatten ausgebildet. Das Zwerchhaus hat einen geschwungenen Giebel, der von einer kugelbekrönten Fächerrosette abgeschlossen wird.